# Marguerite Gachet w ogrodzie
Marguerite Gachet w ogrodzie (hol. Marguerite Gachet in de tuin, ang. Marguerite Gachet in the Garden) – obraz olejny Vincenta van Gogha (nr kat.: F 756, JH 2005) namalowany 1 czerwca 1890 podczas pobytu w miejscowości Auvers-sur-Oise. 

## Historia i opis
Jeszcze we wrześniu 1889 Vincent van Gogh poinformował brata, iż chce opuścić szpital psychiatryczny w Saint-Rémy i być może zamieszkać u przyjaciela, Camille'a Pissarro. Pissarro zaproponował Auvers-sur-Oise i opiekę lekarza Paula Gacheta. 17 maja 1890 artysta przyjechał do Paryża gdzie na kilka dni zatrzymał się u Theo, po czym 20 maja 1890 wyjechał do Auvers-sur-Oise, małego miasteczka położonego nad rzeką Oise, niedaleko granic Paryża. Tam spotkał się z doktorem Gachetem. Gachet był w tym czasie 61-letnim wdowcem. Miał córkę Marguerite (1869-1949, w wieku ok. 20 lat) i syna Paula (1873-1962, 16 lat). Interesował się malarstwem, a jego ściany zdobiły dzieła impresjonistów: m.in. Renoira, Moneta, Pisarro i Cézanne’a. Gachet znał język holenderski, co ułatwiło kontakt między nim a van Goghiem. Obaj wkrótce się zaprzyjaźnili, o czym Vincent poinformował Theo. W czerwcu 1890 namalował Portret doktora Gacheta w dwóch wersjach oraz wykonał jedną akwafortę z jego podobizną. Namalował też wówczas dwa obrazy przedstawiające córkę doktora, Marguerite, z których jeden ukazuje ją siedzącą przy pianinie, a drugi – w ogrodzie ojca. Ogród Gacheta artysta obejrzał w ciągu tygodnia po swym przyjeździe. Namalował go dwukrotnie: pierwszy raz jako sam ogród, przedstawiony w żywych barwach, energicznymi pociągnięciami pędzla, natomiast w wersji drugiej umieścił w nim postać Marguerite, ubraną w białą suknię. W liście do brata pisał:

Potem namalowałem w jego domu dwa szkice, które mu dałem w ostatnim tygodniu. Jeden to aloes z nagietkami i cyprysami, a potem, w ostatnią niedzielę [drugi:] białe róże, winorośl i biała postać wśród nich..

I do siostry dwa dni później:

(...) Zostaliśmy przyjaciółmi, że tak powiem, natychmiast, spędzę u niego (...) jeden lub dwa dni pracując w jego ogrodzie, którego dwa szkice już namalowałem: jeden z roślinami z południa, aloesem, cyprysem, nagietkami, a drugi z białymi różami, winoroślą i postacią..

Do 1954 roku obraz znajdował się w posiadaniu kolejno: doktora Gacheta, Marguerite, a następnie jej brata. W 1954 został podarowany muzeum Jeu de Paume. Od 1986 znajduje się w Musée d’Orsay.
Dom doktora Gacheta wraz z otaczającym go ogrodem został w 1991 wpisany na listę zabytków Francji, a w 1996 został przejęty przez Radę Departamentu Val-d’Oise i adaptowany na muzeum. W 2003, w 150. rocznicę urodzin Vincenta van Gogha, dom otwarto dla publiczności.

## Marguerite Gachet w literaturze
Postać Marguerite Gachet stała się tematem powieści Alyson Richman, Zakochana modelka (ang. The Last Van Gogh). Okładkę polskiego tłumaczenia powieści ozdobił obraz Marguerite Gachet w ogrodzie.